# Художественная декламация
Художественная декламация (лат. declamatio «упражнения в красноречии») — форма литературного, а иногда и ораторского искусства, художественное выступление, в котором текст литературного произведения произносится без пения.
Также декламация — это выразительное, художественное чтение стихов или прозы с соблюдением необходимых технических, логических и художественных условий. Музыкальная декламация (например, рэп) состоит в том, чтобы музыкальное ритмическое ударение совпадало с акцентом слова (с грамматическим ударением), и чтобы звуки, передающие важнейший момент мелодии, приходились на те слова, которые выражают важнейший момент мысли.

## Литературные чтения
Формами художественной декламации могут быть как литературные чтения, чтения стихов и рассказов, доклады, так и поток сознания, и популярные в последнее время политические и социальные комментарии артистов в художественной или театральной форме. Нередко артистами в жанре художественной декламации выступают поэты и музыканты. Иногда голос сопровождается музыкой, но музыка в этом жанре совершенно необязательна. Так же как и с музыкой, в жанре художественной декламации выпускаются альбомы, видеоматериалы, устраиваются живые выступления и турне.
В Советском Союзе также большой популярностью пользовалось художественное чтение (и литературы, и собственных эссе) в тиражируемых и популярных формах: таких как телевизионные трансляции и телеконцерты, аудиозаписи, живые выступления и гастроли, вечера-бенефисы чтецов и т. д. Среди известных именно своим художественным чтением советских актёров — Игорь Ильинский, Сергей Юрский, Ростислав Плятт и многие другие, в том числе далеко не столь известные в качестве театральных или киноактёров.
Устным творчеством поэтов-импровизаторов славилась античная Греция. Искусство декламации культивировалось в Древнем Риме. Прекрасными исполнителями своих произведений в России были А. С. Пушкин, Н. В. Гоголь, А. Н. Островский, а в Советском Союзе — С. А. Есенин и В. В. Маяковский.

## Жанр Spoken word
Среди русскоязычных артистов в этом жанре можно отметить Дмитрия Гайдука и альбом «Пожары», группы Сансара, Ангел НеБес, а также «пионеров» жанра в СССР — Мухоморов, Сергея Жарикова (группа «ДК»), Олега Судакова и Егора Летова (проекты «Гражданская оборона», «Цыганята и Я с Ильича», «Коммунизм»). Петр Мамонов и его альбом шоколадный Пушкин (Звуки Му)

## Отличие от прозы
Художественная декламация значительно отличается от прозы в двух моментах. Во-первых, декламация стихов сглаживает отдельную обособленность на фоне общей выделенности стихотворения. Во-вторых, декламация увеличивает упорядоченность и ровность стихотворной речи на фоне разрозненной внестиховой.